# Listă de actori - G
|  | Listă de actori \| \| Listă de actori - G \| Liste alfabetice de actori și actrițe \| Listă de actrițe A - B - C - D - E - F - G - H - I - J - K - L - M - N - O - P - Q - R - S - T - U - V - W - X - Y - Z |

## Actori - G
| - Jean Gabin (1904 - 1976) - Clark Gable (1901 - 1960) - Wladimir Gaidarow (1893 - 1976) - Michel Galabru (* 1924) - Peter Gallagher (* 1955) - James Gandolfini (* 1961) - Bruno Ganz (* 1941) - Andy Garcia (* 1956) - Gael García Bernal (* 1978) - John Garfield (1913 - 1952) - Art Garfunkel (* 1941) - James Garner (1928 - 2014) - Vittorio Gassman (1922 - 2000) - John Gavin (* 1931) - Ben Gazzara (* 1930) - Daniel Gélin (1921 - 2002) - Götz George (* 1938) - Heinrich George (1893 - 1946) - Richard Gere (* 1949) - Erwin Geschonneck (* 1906) - Ioan Ghinea (* 1982) - Giancarlo Giannini (* 1942) | - Mel Gibson (* 1956) - John Gielgud (1904 - 2000) - Walter Giller (* 1927) - Terry Gilliam (* 1940) - Winfried Glatzeder (* 1945) - Jackie Gleason (1916 - 1987) - Crispin Glover (* 1964) - Danny Glover (* 1947) - Mathias Gnädinger (* 1941) - Curt Goetz (1888 - 1960) - Jeff Goldblum (* 1953) - Cuba Gooding Jr. (* 1968) - John Goodman (* 1952) - Dexter Gordon (1923 - 1990) - Thomas Gottschalk (* 1950) - Elliott Gould (* 1938) - Maxl Graf (1933 - 1996) - Robert Graf (*1923 - 1966) - Kelsey Grammer (* 1955) - Alexander Granach (1890 - 1945) - Stewart Granger (1913 - 1993) - Cary Grant (1904 - 1986) | - Hugh Grant (* 1960) - Peter Graves (1926 - 2010) - Charles Gray (1928 - 2000) - Lorne Greene (1915 - 1987) - Sydney Greenstreet (1879 - 1954) - James Gregory (1911 - 2002) - Heinrich Gretler (1897 - 1977) - Max Grießer (1928 - 2000) - Andy Griffith (1926 - 2012) - Hugh Griffith (1912 - 1980) - Herbert Grönemeyer (* 1956) - Walter Gross (1904 - 1989) - Gustaf Gründgens (1899 - 1963) - Morten Grunwald (* 1936) - Jörg Gudzuhn (* 1945) - Christopher Guest (*1948) - Alec Guinness (1914 - 2000) - Bill Gunn (1934 - 1989) - Steve Guttenberg (* 1958) - Michael Gwisdek (* 1942) - Fred Gwynne (1926 - 1993) |

## Actrițe
|  | Listă de actrițe \| \| Listă de actori \| Liste alfabetice de actori și actrițe \| Listă de actrițe A - B - C - D - E - F - G - H - I - J - K - L - M - N - O - P - Q - R - S - T - U - V - W - X - Y - Z |